# بريت سوينسون
بريت سوينسون (بالإنجليزية: Brett Swenson)‏ هو لاعب كرة قدم أمريكية أمريكي، ولد في 10 فبراير 1988 في ويست إسليب في الولايات المتحدة.

## وصلات خارجية
- بريت سوينسون على موقع مرجع كرة القدم المحترفة.كوم (الإنجليزية)